# EWR-Arena
Die EWR-Arena, ursprünglich und im Sprachgebrauch auch Wormatia-Stadion, ist das Fußballstadion des VfR Wormatia 08 Worms. Die Spielstätte fasste ursprünglich 25.000 Zuschauer, ist jedoch nur noch für 5624 Zuschauer zugelassen. Im August 2011 wurde die Umbenennung des Wormatia-Stadions in EWR-Arena, nach dem Strom-, Gas- und Wasserversorger EWR AG, beschlossen. Der Vertrag hatte zunächst eine Laufzeit von drei Jahren plus einer Option auf eine Verlängerung.

## Kapazität
Anlässlich der Qualifikation des VfR Wormatia für die neue dreigleisige Regionalliga wurde das Stadion zur Saison 2008/09 für 2,1 Mio. Euro umfangreich saniert. Zusätzlich zu 918 überdachten Sitzplätzen auf der Haupttribüne verfügt das Stadion seitdem auf der neuen Vortribüne und den beiden neuen Nebentribünen Nord und Süd über weitere 1500 unüberdachte Sitzplätze. Auf der Gegengerade befinden sich 2700 Stehplätze, im Gästeblock in der Südkurve weitere 500. Der Rest der Südkurve sowie die Nordkurve, beide im Wesentlichen seit 1939 unverändert, sind derzeit gesperrt. Bei erwartetem hohem Zuschauerandrang kann die Nordkurve in Ausnahmefällen unter Auflagen geöffnet werden.

## Namensgebung
Das Wormatia-Stadion erhielt nach seinem Bau keinen offiziellen Namen. War der vorherige Spielort schlicht als „Wormatia-Platz“ bekannt, nannte man den neuen Spielort naheliegenderweise „Wormatia-Stadion“. Auf einem Werbeplakat zur Wahlkampfrede Adolf Hitlers 1932 zum Beispiel ist schlicht von „Wormser Stadion“ die Rede. Dieser Wahlkampfauftritt sowie die folgende Machtübernahme der Nationalsozialisten waren dann auch Grund für den Vorstand, das Stadion 1933 offiziell „Adolf-Hitler-Stadion“ zu taufen. Ab spätestens 1937 war auch die Variante „Adolf-Hitler-Kampfbahn“ geläufig, die allerdings ebenso wenig die ursprüngliche Bezeichnung „Wormatia-Stadion“ in der öffentlichen Wahrnehmung verdrängen konnte. Nach Kriegsende kehrte man zum alten Namen zurück.
In den 1990er Jahren musste sich der VfR Wormatia das Stadion mit dem zeitweise höherklassigen Vorort-Verein TSG Pfeddersheim teilen. Dadurch entstand die inoffizielle vereinsneutrale Bezeichnung „Stadion an der Alzeyer Straße“. Dies führte zu Beschwerden der Wormatia-Seite und in der Öffentlichkeit zu der Frage nach der eigentlich offiziell gültigen Bezeichnung. Von städtischer Seite aus, als Eigentümer seit 1943, gab es eine solche jedoch nicht. Letzter und einziger bekannter offizieller Beschluss zur Namensgebung war die Benennung in „Adolf-Hitler-Stadion“ durch den Verein im Jahre 1933. Aufgrund dieser Tatsache beschloss der Wormser Stadtrat die offizielle Festlegung des seit 1928 gebräuchlichen Namens „Wormatia-Stadion“. Diese Entscheidung wird auch durch die Vergabe der Namensrechte an die EWR AG im Jahre 2011 nicht berührt, da hierdurch der alte Name lediglich „ruht“.

## Geschichte

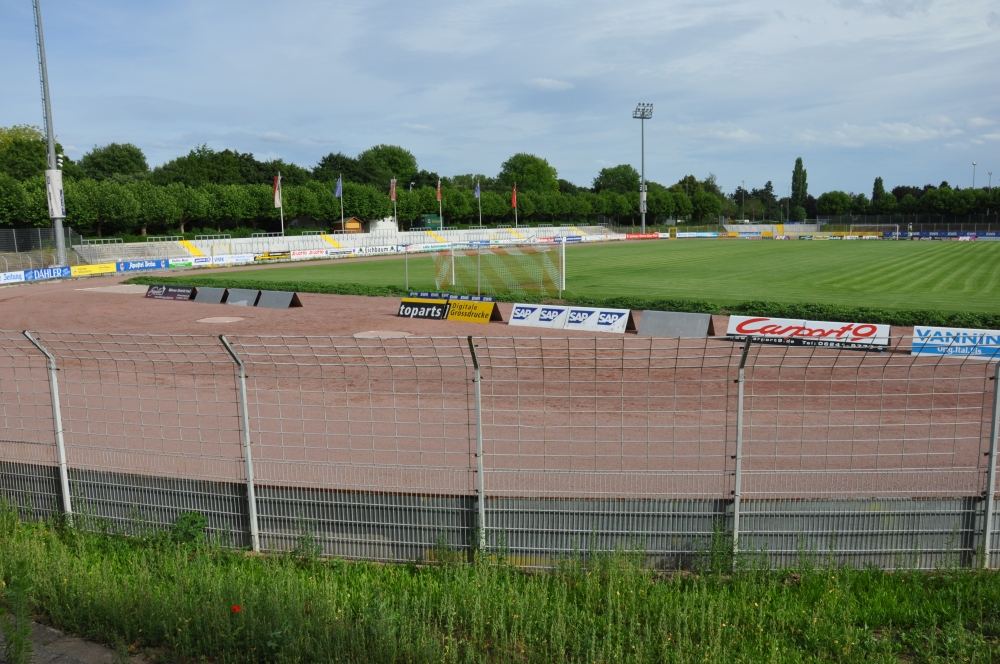
Blick aus der gesperrten Nordkurve Richtung Gegengerade (2009)

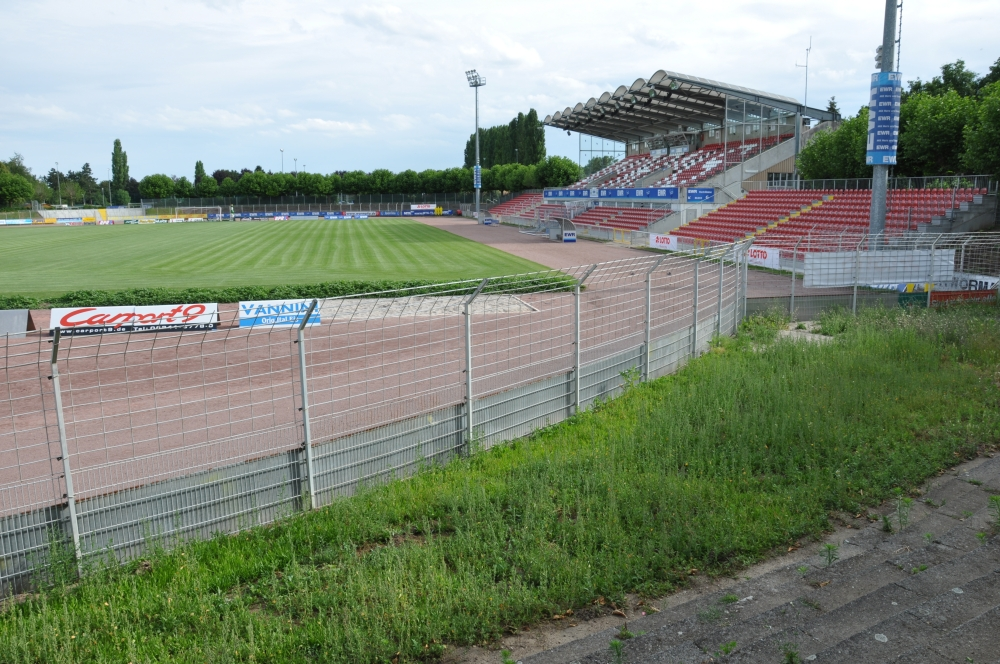
Blick aus der gesperrten Nordkurve Richtung Haupttribünenseite (2009)

### Bau des Stadions 1927/28
Im Zuge des anhaltenden sportlichen Erfolgs erwarb der VfR Wormatia an der Alzeyer Straße eine konkurs gegangene, erst 1924 errichtete Radrennbahn und erbaute dort in den Jahren 1927/28 mit viel Eigenleistung das Wormatia-Stadion für 18.000 Zuschauer, davon 800 Sitzplätze auf einer überdachten Holztribüne. Das Gelände beherbergte im Ersten Weltkrieg ein Kriegsgefangenenlager und anschließend ein Durchgangslager der französischen Armee, dessen Baracken und Stacheldrahtumzäunung erst Anfang der zwanziger Jahre abgeräumt wurden. Übrig blieb nur das Gebäude des Kommandanten, es dient heute als Clubhaus des Vereins. Besonderheit des Stadions war das Denkmal für die im Ersten Weltkrieg gefallenen Mitglieder, welches die Nordkurve krönte und so dem Besucher als erstes ins Auge fiel. Durch die Qualifikation für die Spiele um die süddeutsche Fußballmeisterschaft 1927/28 musste das Stadion bereits im Januar 1928 und damit früher als vorgesehen, erstmals bespielt werden.

### Umbau 1939/40
In den Jahren 1939/40 erfolgte ein großzügiger Umbau des Stadions. Sämtliche Stehränge wurden abgerissen und mit selbst gegossenen Stehstufen neu errichtet, die noch heute in den gesperrten Kurven zu finden sind. Die Haupttribüne wurde komplett abgetragen, um einige Meter versetzt und mit einer Vortribüne auf 1200 Plätze erweitert neu errichtet. Umlaufende niedrige Ligusterbüsche trennte die Zuschauer vom Spielfeld. Das Fassungsvermögen des dank einer Laufbahn nun weitläufigen Stadions betrug 25.000 Plätze. Durch den Ausbruch des Zweiten Weltkriegs spielte Wormatia bis 1945 jedoch nicht regelmäßig im Stadion, viele Begegnungen wurden auf dem alten Platz am Schweißwerk ausgetragen.

### Sanierungen nach 1945
Größere Renovierungen gab es Mitte der 1960er Jahre. Der Eingang zum Stadiongelände wurde von der Alzeyer Straße weg Richtung Nordkurve verlegt, um einen Parkplatz zu schaffen. Dabei wurden auch die heute noch genutzten Kassenhäuser errichtet. Nach der Qualifikation für die neue Zweite Bundesliga 1974 wurde die Laufbahn modernisiert, die umlaufende Buchsbaumhecke entfernt und die Zuschauerränge eingezäunt.

### Neubau der Haupttribüne 1987/88
Da nach der Brandkatastrophe von Bradford im Jahre 1985 große Teile der Tribünenplätze wegen des Holzaufbaus gesperrt wurden, ersetzte ab 1987 ein 2,7 Millionen Mark (inflationsbereinigt heute 2.903.517 Euro) teurer Neubau die Haupttribüne. Dieser wurde am 9. Juli 1988 offiziell eingeweiht und fasste 976 überdachte Sitzplätze sowie auf der Vortribüne 600 nicht überdachte Stehplätze. Die neun Halbrundbögen des Daches bestehen aus dem in Worms entwickelten Spezialkunststoff Makrolon, der auch im Dach des Münchner Olympiastadions zum Einsatz kam.

### Sanierung 2008
Nach dem Aufstieg des VfR Wormatia Worms in die Regionalliga West wurde das Wormatia-Stadion vor der Saison 2008/09 für 2,1 Mio. Euro umfassend renoviert, um so den Richtlinien des DFB für diese Spielklasse zu entsprechen. Die Stehvortribüne wurde entfernt, um hier Platz für die zusätzlich benötigten Sitzplätze zu machen. Die Gegengerade wurde abgerissen und mit Fertigbetonteilen neu errichtet; die beiden Kurven wurden, bis auf den ebenfalls neu errichteten Gästeblock, wegen Baufälligkeit gesperrt. Links und rechts der Haupttribüne entstanden Nebentribünen mit zusätzlichen Sitzplätzen, auf der Haupttribüne selbst wurden die grünen Sitzschalen gegen rote mit höherer Rückenlehne ausgetauscht. Weiterhin wurde die Lautsprecheranlage modernisiert, die 1998 errichtete Flutlichtanlage mit neuen Lampen bestückt, Polizeistand und Videoüberwachung installiert sowie der geforderte gesonderte Zugang zum Gästeblock verwirklicht. Offiziell zugelassen ist das Wormatia-Stadion seitdem für 5.624 Zuschauer. Die Sanierungspläne sehen weitere notwendige Ausbaustufen bei eventuellen Aufstiegen in Dritte Liga und 2. Bundesliga vor.

### Flutlichterweiterung 2012
Durch den Einzug des VfR Wormatia Worms in die 2. Hauptrunde des DFB-Pokals 2012/13 wurde eine Erweiterung des Flutlichts notwendig, um die vom DFB geforderte Leistung von 800 Lux zu erreichen. Die Kosten in Höhe von 85.000 Euro, größtenteils durch die Stadt Worms vorfinanziert, trägt der Verein.

### Gescheiterter Ausbau mit Funktionsgebäude
Bei seinem Jahresempfang am 12. Februar 2012 stellte der Verein erstmals weitere Ausbaupläne vor. Anstelle der derzeit gesperrten Nordkurve sollte ein Multifunktionsgebäude mit Vortribüne entstehen, das neue Kabinentrakte, Sporthalle, Reha-Zentrum, Bistro, Fanshop, Geschäftsstelle und VIP-Räume beinhaltet. Die Finanzierung sollte zusammen mit verschiedenen Kooperationspartnern und ohne Steuergelder gewährleistet werden. Unabhängig von der Spielklassenzugehörigkeit war der Baubeginn des 3 Millionen Euro teuren Projekts für 2013 geplant. Um eine für die Dritte Liga geforderte Stadionkapazität von 10.000 Plätzen zu erreichen, war darüber hinaus die Errichtung einer Hintertortribüne in der Südkurve sowie eine Verschiebung und Vergrößerung der Gegengerade angedacht. Da die Stadt Worms als Eigentümerin der Arena auf den Verbleib der Laufbahn für Zwecke des Schulsports besteht, hatten sich die Pläne im Frühjahr 2013 als nicht realisierbar herausgestellt. Der Verein erklärte daraufhin im Juni 2013 das Projekt „Multifunktionsgebäude“ als gescheitert. Mit der Laufbahnsanierung im Jahre 2015 wurden endgültige Fakten geschaffen.

Ursprung und Hauptgrund für die damaligen Pläne war der dringende Bedarf an weiteren Umkleidekabinen für die Nachwuchsmannschaften. Stattdessen entstand im 2. Halbjahr 2016 zwischen Südkurve und Nebenplätzen ein Funktionsgebäude mit den benötigten Umkleiden.

### Rasensanierung 2015
Nach der Saison 2014/15 wurde das 50 Jahre alte und oft bemängelte Spielfeld grundlegend saniert. Es wurde eine Drainage, eine Beregnungsanlage und ein Hybridrasen-System eingebaut. Ein kunstfaserverstärkter Untergrund steigert die Belastbarkeit des Spielfeldes, der mineralhaltige Unterbau soll die Regenwurmproblematik entschärfen. Zudem wurde für den Schulsport die Rundlaufbahn saniert. Aufgrund unerwarteter Kampfmittelfunde verteuerten sich die Gesamtkosten auf 890.000 Euro. Während der Baumaßnahmen spielte der VfR Wormatia für jeweils vier Regionalligaheimspiele im Uwe-Becker-Stadion der TSG Pfeddersheim und im Südweststadion Ludwigshafen. Das neue Spielfeld wurde mit dem Heimspiel gegen Astoria Walldorf am 21. November 2015 eingeweiht.

## Nebenplätze
Auf dem Stadiongelände befinden sich außerdem zwei Kunstrasenspielfelder sowie ein Kleinfeld (ebenfalls Kunstrasen).